# 페르난도 데 로하스

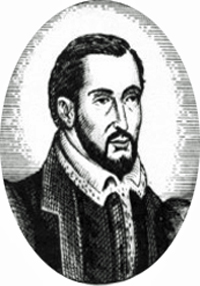

페르난도 데 로하스(Fernando de Rojas, 1465/73년 경 ~ 1541년 4월)는 스페인의 저자, 극작가이다.

## 생애
로하스는 가톨릭으로 개종한 유대인으로, 1470년경 스페인 중부 지방에 위치한 톨레도 근처의 작은 마을인 라푸에블라데몬탈반(La Puebla de Montalbán)에서 출생해 1541년경에 사망한 것으로 추정된다. 그는 1490년에서 1493년 사이 살라망카대학교에서 법학을 공부했다. 그의 작품 곳곳에 당시 그가 대학에서 읽었던 다양한 책들의 흔적이 엿보이는 것으로 미루어 보아, 대학에서의 수학은 뒷날 ≪라 셀레스티나≫의 저술에 적지 않은 도움을 준 것으로 보인다. 대학 졸업 후 로하스는 고향으로 돌아와 아버지의 집에서 생활하다 1508년 결혼과 함께 탈라베라데라레이나(Talavera de la Reina)라는 마을에 정착했는데, 그는 이곳의 시장을 지내기도 했다.
≪라 셀레스티나≫의 1장과 나중에 추가된 5장의 문체상의 차이로 인해 그동안 여러 학자들에 의해 진짜 작가가 누구인가를 두고 이견이 제기되기도 했다. 그러나 이는 로하스가 각 장들을 쓴 시기가 다르기 때문인 것으로 보인다. 즉, 젊었을 때 첫 장을 썼고, 그 후 좀 더 성숙한 문학·예술적 소양을 갖게 되면서 나머지 15장과 뒷부분의 5장을 첨가했다는 것이다. 특히 작자 미상으로 되어 있는 가장 긴 분량의 1장이 많은 논란의 대상이 되어왔는데, 여기에는 다소간 가톨릭 교리에 반하는 내용이 담겨 있어서 로하스가 혹시 있을지도 모를 종교재판을 피하기 위해 고의적으로 자신의 이름을 숨긴 것으로 추정된다.